# Gvarv Station
Gvarv Station (Gvarv stasjon) er en tidligere jernbanestation på Sørlandsbanen, der ligger i byområdet Gvarv i Sauherad kommune i Norge. Den er udstyret med en stationsbygning, der er opført i træ efter tegninger af Gudmund Hoel og Jens Flor. Der er desuden opsat et mindesmærke for Stortingsmedlemmet Ketil Skogen (1884-1970) ved stationen.
Stationen blev oprettet 18. december 1922, da banen blev forlænget dertil fra Nordagutu. De første par år fungerede stationen som endestation for banen, indtil den blev forlænget videre til Bø 1. december 1924. Stationen blev fjernstyret 25. november 1968, og 1. maj 1982 blev den gjort ubemandet. Betjeningen med persontog ophørte i 2002, og i dag fungerer den tidligere station kun som krydsningsspor.